# Лошань
Лоша́нь (кит. упр. 罗山, пиньинь Luóshān) — уезд городского округа Синьян провинции Хэнань (КНР). Уезд назван в честь находящейся на его территории горы Лошань.

## История
При империи Хань эти земли входили в состав уезда Мэнсянь (黾县). При южной династии Сун в 456 году из уезда Мэнсянь был выделен уезд Баочэн (宝城县). При южной династии Ци написание названия уезда было изменено с 宝城县 на 保城县. При империи Северная Ци уезды Мэнсянь, Баочэн и Дунсуй (东随县) были объединены в уезд Гаоань (高安县).
При империи Суй в 583 году уезд Гаоань был присоединён к уезду Чжунъу (钟山县). В 589 году территория бывшего уезда Дунсуй была выделена из уезда Чжунъу в отдельный уезд Лишань (礼山县). В 596 году из уезда Чжунъу был выделен уезд Лошань. В 618 году уезд Лишань был расформирован.
При империи Тан в 621 году была образована область Наньло (南罗州), власти которой разместились в Лошане. В 625 году область Наньло была расформирована, и уезд перешёл в состав области Шэньчжоу (申州). При империи Сун в 976 году уезд Лошань был расформирован, но в 986 году воссоздан, войдя в состав военного округа Синьян (信阳军).
После монгольского завоевания в 1283 году в Лошане разместились власти области Синьян (信阳州).
В 1949 году был образован Специальный район Хуанчуань (潢川专区), и уезд вошёл в его состав. В 1952 году Специальный район Хуанчуань был присоединён к Специальному району Синьян (信阳专区). В 1970 году Специальный район Синьян был переименован в Округ Синьян (信阳地区).
В 1998 году постановлением Госсовета КНР были расформированы округ Синьян, уезд Синьян и город Синьян, и был образован городской округ Синьян.

## Административное деление
Уезд делится на 11 посёлков и 8 волостей.